# Acorn Electron

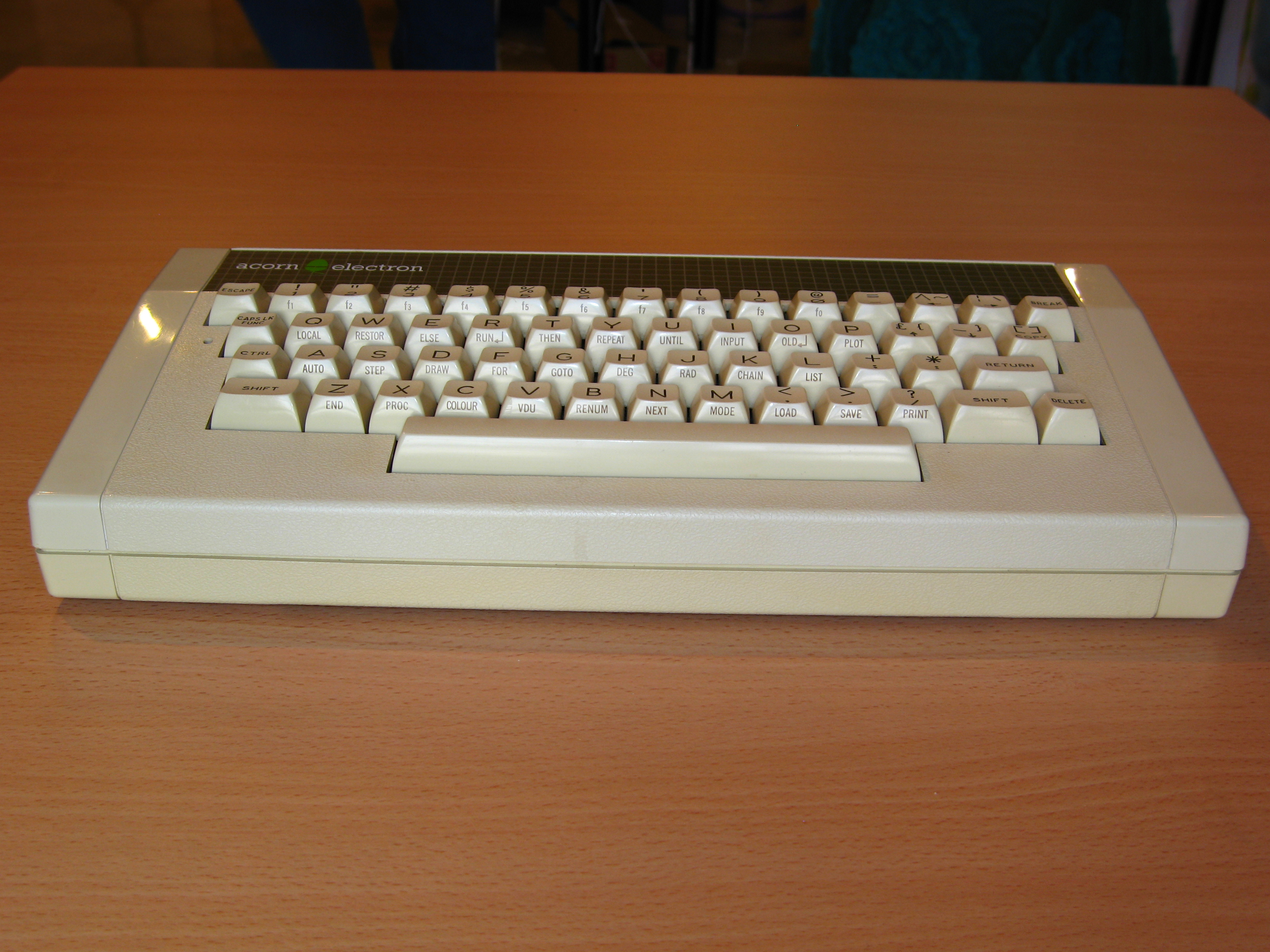
Vooraanzicht van de Acorn Electron

De Acorn Electron is een microcomputer van Britse makelij die in 1983 werd geïntroduceerd, geproduceerd door Acorn Computers Ltd. De computer was bedoeld als een goedkopere versie van de BBC microcomputer.
De computer heeft een RAM-geheugen van 32 kilobyte en een ROM waarin het besturingssysteem en een interpreter voor BASIC zijn geladen. Programma's kunnen worden opgeslagen en geladen met een gewone cassetterecorder. De voeding wordt gevormd door een externe adapter voor 18 V. De computer kan op een televisietoestel worden aangesloten, of op een monitor.
De CPU is een 6502A van MOS Technologies. De computer heeft een kloksnelheid van 2 MHz wanneer enkel het ROM wordt gebruikt, en van 1 MHz of 0,5897 MHz wanneer het RAM wordt aangesproken. Dit heeft te maken met het feit dat de machine geen afzonderlijk grafisch geheugen heeft, maar de grafische data in het hoofdgeheugen staat. Dat betekent ook dat bij gebruik van sommige grafische modi slechts ongeveer 20 kB RAM overblijft.
Deze micro was vooral in het Verenigd Koninkrijk populair, waar het op zeker moment de op twee na best verkopende homecomputer was. De geheugenbeperkingen en de beperkte rekenkracht betekenden dat deze computer als het om spelletjes ging niet kon wedijveren met bijvoorbeeld de Commodore 64.